# Obdiplostemonie
Als Obdiplostemonie wird in der Botanik eine Stellung der Blütenorgane bezeichnet, bei der der weiter außen stehende Staubblattkreis parallel anstatt auf Lücke zum inneren Kreis der Blütenhülle steht.
Bei der Entwicklung obdiplostemoner Blüten werden die beiden Staubgefäßkreise normal angelegt, also der erste alternierend zum inneren Blütenhüllkreis und der zweite alternierend zum äußeren Staubgefäßkreis und damit parallel zum inneren Blütenhüllkreis. Anschließend werden die Fruchtblätter im Zentrum der Blüte parallel zu den Staubblättern des zweiten Kreises angelegt und drängen diese während ihrer Entwicklung nach außen, so dass am Ende der als zweites angelegte Staubgefäßkreis zum äußeren wird und auf Grund der ursprünglichen Stellung seiner Anlagen parallel zu den inneren Blütenhüllblättern steht.

## Nachweise
- Peter Leins: Blüte und Frucht. Morphologie, Entwicklungsgeschichte, Phylogenie, Funktion, Ökologie. E. Schweizerbart’sche Verlagsbuchhandlung, Stuttgart 2000, ISBN 3-510-65194-4, S. 25 f.